# Jezioro Czerskie
Jezioro Czerskie – jezioro w woj. mazowieckim, w powiecie piaseczyńskim, w gminie Góra Kalwaria, na zachód od miejscowości Czersk, leżące na terenie Niziny Środkowomazowieckiej.
Wraz z roślinnością nadbrzeżną i terenami bagiennymi zajmuje obszar ok. 9,0 ha. Tworzy obramowanie odcinka skarpy wiślanej, zwieńczonej ruinami Zamku Książąt Mazowieckich.
Dnia 11 grudnia 1949 roku Jezioro Czerskie zostało uznane za pomnik przyrody.